# 横浜市交通局

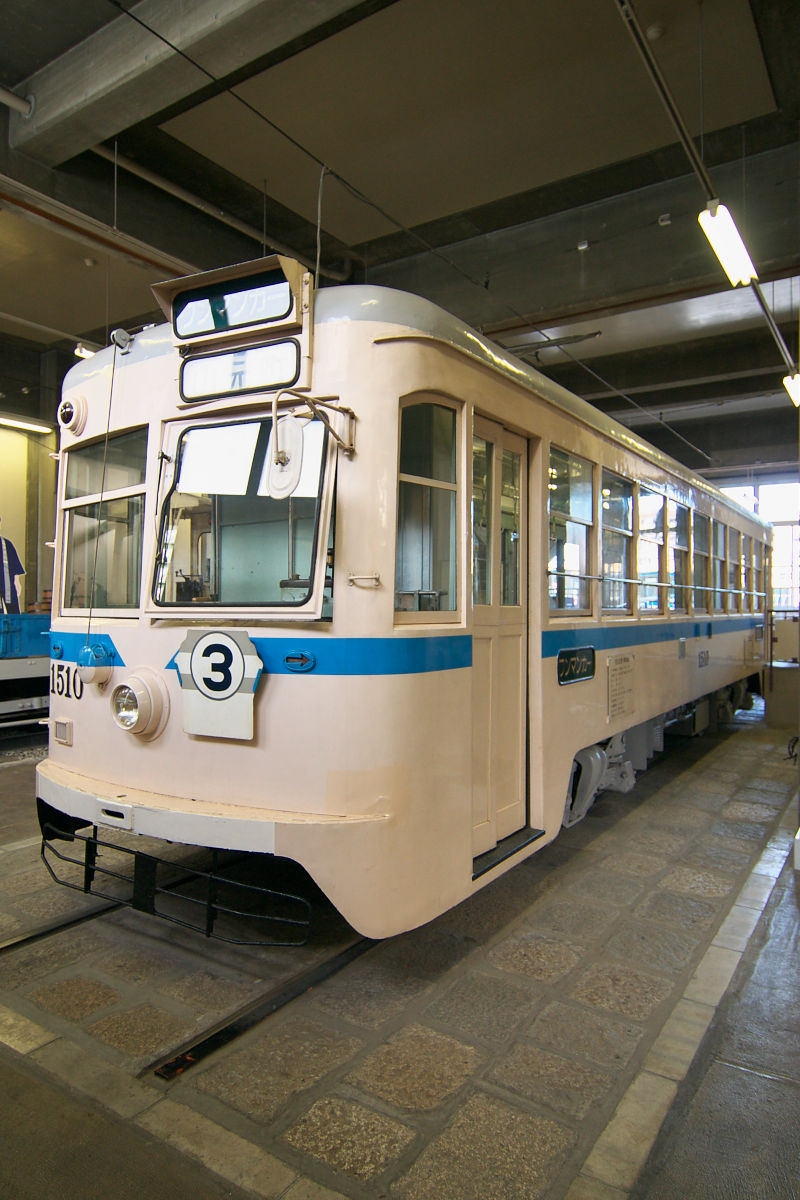
横浜市電1500形

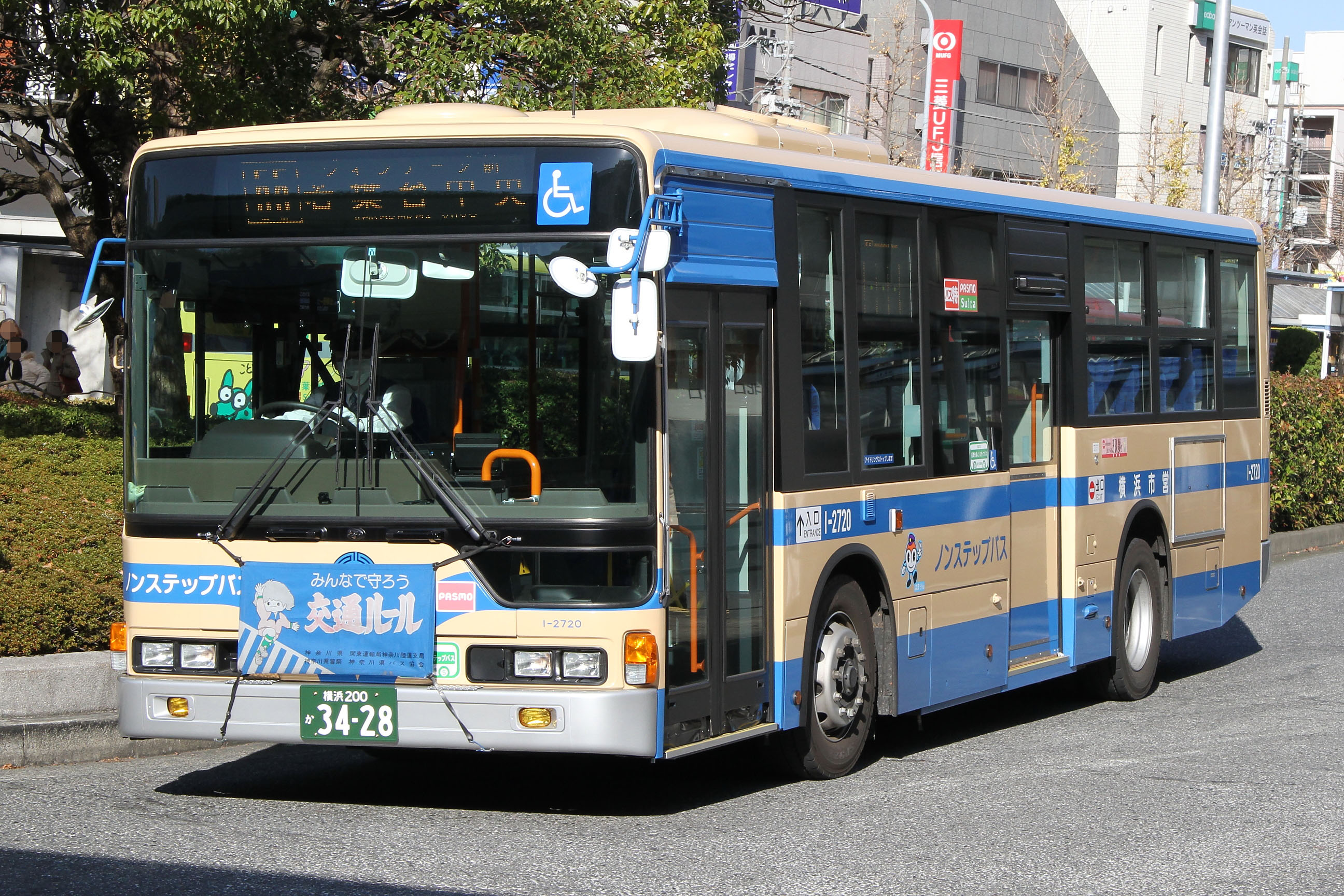
横浜市営バス

横浜市交通局（よこはまし こうつうきょく、英: Transportation Bureau, City of Yokohama）は、神奈川県横浜市の地方公営企業の一つ。横浜市の公営交通事業である、市営バスと市営地下鉄を運営している。

## 概要
1921年（大正10年）に横浜電気鉄道を買収し、横浜市電気局を設立して横浜市街で横浜市電を運営していた。しかし後述のように、高度経済成長期に発生した道路渋滞による客離れで経営の大幅悪化によって全廃された。その後は現在に至るまでバスと地下鉄（高速鉄道）を主要事業としている。
2011年（平成23年）実績の一日平均乗車人員は、バスが約33万人、地下鉄が約60万人と、横浜市の街づくりの基盤として重要な役割を担っている。
1946年（昭和21年）まで「横浜市電気局」と称していたが、電気供給事業の実績はない。また、民営会社の買収も電車は横浜電気鉄道、バスは鶴見乗合自動車の各一社のみである。

## 事業
- 横浜市電（路面電車）: 1921年4月1日 - 1972年3月31日
（横浜電気鉄道株式会社: 1904年7月15日 - 1921年3月31日）
- 横浜市営バス: 1928年11月10日 -
- 横浜市営トロリーバス（トロリーバス）: 1959年7月16日 - 1972年3月31日
- 横浜市営地下鉄
  - 横浜市営地下鉄ブルーライン（1・3号線）: 1972年12月16日 -
  - 横浜市営地下鉄グリーンライン（4号線）: 2008年3月30日 -

## 外郭団体
- 一般財団法人横浜市交通局協力会 - 1972年12月14日設立。交通局関連事業の実施を目的に設立。交通広告の代理業、駅構内の貸店舗の管理・運営、旅行業者代理業、駅業務の受託、各種キャンペーンの受託、横浜市電保存館の管理・運営など。
- 横浜交通開発株式会社 - 1988年2月8日設立。横浜市交通局協力会では行うことができない営利事業の実施を目的に設立。交通広告の代理業、局有地での駐輪場・駐車場運営、駅構内の貸店舗の管理・運営、バス路線の受託運行、職員住宅跡地での不動産事業、工事の施工管理など。

## 歴史
- 1921年（大正10年）4月1日 - 横浜市電気局が発足[3]。横浜電気鉄道株式会社が運営していた路面電車を市電として公営化するため滝頭にて発足する[4]。当日は市電開業を祝って朝から花火を打ち上げ、夜にはイルミネーション装飾を施した花電車を運行した[4]。横浜電気鉄道を620万円で買収し、電気局の本局を横浜電気鉄道の重要拠点である瀧頭車庫（横浜市滝頭字上江205番地、現在の横浜市営バス滝頭営業所）に置く。
- 1923年（大正12年）9月1日 - 関東大震災により被災[5][4]。保有車両143両のうち72両を火災で焼失、13両が車庫倒壊などで大破。高島町変電所・常磐町変電所も焼失し、千歳橋変電所は全壊。10月26日には震災前の95%、19.36kmが復旧[5]。
- 1928年（昭和3年）11月10日 - 震災復興事業として、市営バスの運営を開始[4]。車両は14人乗りのフォードA型バスを使用し、女性車掌を採用した[4]。浅間町に自動車出張所を設立（現：横浜市営バス浅間町営業所）。
- 1935年（昭和10年） - 市内遊覧バスの運行を開始[6]。
- 1936年（昭和11年）8月6日 - 横浜市電気局共済組合が、電気局共済組合友愛病院（横浜市立脳卒中・神経脊椎センターの前身）を設立。
- 1945年（昭和20年）5月29日 - 横浜大空襲で電車202両のうち45両・バス53台、千歳橋変電所・浅間町自動車車庫など多くの施設が焼失する壊滅的被害を受ける。電車は7月1日には空襲前の73%、35.6kmが復旧[5]。
- 1946年（昭和21年）
  - 4月1日 - 電気局共済組合を電気局厚生会に改組。友愛病院を横浜市電気局厚生会友愛病院に改称。
  - 5月31日 - 横浜市電気局を横浜市交通局に改称。
- 1950年（昭和25年）10月21日 - 戦後の地域復興政策として、横浜国際港都建設法が公布される。
- 1952年（昭和27年）10月1日 - 地方公営企業法が施行され、交通局と横浜市水道局が地方公営企業として独立[5]。
- 1957年（昭和32年） - 横浜市が「横浜国際港都建設総合基幹計画」を策定。市営高速鉄道の新線計画・横浜市営トロリーバスの新設が提案される。
- 1959年（昭和34年）
  - 7月16日 - 横浜市営トロリーバスの営業を開始。
  - 9月12日 - 交通局を横浜市庁舎（港町一丁目1番地）に移転。
- 1963年（昭和38年）3月 - 運輸調査室が中心となり、市電を廃止して地下高速鉄道（市営地下鉄）を整備すべきとの報告をまとめる。
- 1966年（昭和40年）
  - 7月15日 - 都市交通審議会が、都市交通審議会答申第9号を発表。
  - 10月11日 - 横浜市議会で、横浜市条例 昭和41年第65号「横浜市交通事業の設置等に関する条例」が成立。横浜市営地下鉄1 - 4号線の建設を決定。
  - 10月15日 - 自治大臣により、交通局が財政再建団体第1号に指定される。
  - 10月28日 - 交通局を平和ビル（中区本町3丁目31番地）に移転。
- 1967年（昭和41年）1月 - 第一次財政再建計画「再建整備5か年計画」を策定し、交通局の財政再建に乗り出す（不良債務66億8,000万円）。
- 1970年（昭和45年）7月1日 - 集中豪雨により大岡川があふれ、逆流した下水により建設中の上大岡駅-吉野町駅のうち約3 kmが水没[7]。復旧に約2か月を要した。
- 1971年（昭和46年）3月10日 - 横浜市営バス保土ケ谷営業所上空の利用について、横浜市住宅局（現 横浜市建築局）との間に「市営住宅との併設建設に関する協定」（空中権の設定）が成立。
- 1972年（昭和47年）
  - 3月30日、市営バス保土ケ谷営業所の上空に、市営住宅「市営岩井町住宅」が完成。
  - 3月31日 - モータリゼーションによる道路混雑で定時運行が困難になったことから、市電とトロリーバスを廃止[4]。
  - 4月1日 - 横浜市電気局厚生会友愛病院を、横浜市衛生局（現：横浜市医療局）に売却。1974年から、横浜市老人リハビリテーション友愛病院として運営（1999年4月1日閉院）。
  - 9月16日 - 昭和47年台風第20号の集中豪雨による下水マンホールの破損で、完成間近の伊勢佐木長者町駅が水没。この復旧のため、地下鉄の開業時期を1か月延期することになった[8]。
  - 10月25日 - 交通局を横浜市庁舎（港町一丁目1番地 関内中央ビル）に再移転。
  - 12月14日 - 財団法人横浜市交通局協力会を設立[9]（中区長者町5丁目48番地 地下鉄伊勢佐木長者町駅 地下1階）。
  - 12月16日 - 横浜市営地下鉄1号線（伊勢佐木長者町駅 - 上大岡駅間）が開業し、高速鉄道事業が開始[4]。
- 1973年（昭和48年）
  - 1月31日 - 市営バスで盲導犬の車内持ち込み試行実験を16系統で開始[10]。10月1日より全路線で実施。当時は法律で動物の車内持ち込みが禁止されていたため、無料手回り品とみなして実施。
  - 8月15日 - 横浜市電保存館を開館。
- 1974年（昭和49年）
  - 3月6日 - 第二次財政再建計画（15か年計画）が自治大臣から承認される（不良債務136億4,000万円）。
  - 4月1日 - 福祉政策として、市営バス・市営地下鉄の敬老特別乗車証（敬老パス）を創設。
  - 8月1日 - 「地方公営交通事業の経営の健全化の促進に関する法律」が施行。
- 1976年（昭和51年）7月1日 -　市営バスで盲導犬の車内持ち込みを全面許可。
- 1978年（昭和53年）7月1日 -　市営地下鉄で盲導犬の車内持ち込みを全面許可[11]。
- 1981年（昭和56年） - 市営バス事業の不良債務が解消。
- 1984年（昭和59年）4月1日 - 2階建バスによる市内定期遊覧バス「ブルーライン」運行開始[12][13][6][4]。
- 1986年（昭和61年） - 第二次財政再建計画の不良債務がすべて解消。
- 1988年（昭和63年）
  - 2月8日 - 交通局の財政を補強するため、横浜市・横浜市交通局協力会の出資により横浜交通開発株式会社を設立（中区尾上町1-6 住友生命横浜関内ビル）。
  - 3月31日 - 第二次財政再建計画が終了。
  - 10月3日 - 横浜市議会の全員協議会で、市営地下鉄3号線 尾上町 - 山下町の建設を断念することを決定[14]。
- 1989年（平成元年）3月25日 - 横浜博覧会開催（10月1日まで）。市営バスが中心となり、会場の横浜みなとみらい21地区までシャトルバス輸送にあたる。
- 1994年（平成6年）8月9日 - 横浜市交通事業経営健全化委員会の答申が公表される。
- 1996年（平成8年）
  - 3月31日 - 2階建バス「ブルーライン」を廃止。
  - 5月1日 - 定期観光バス「横濱ベイサイドライン」運行開始、「ブルーライン」の2階建バス（2代目車両）を引き継ぐ。
- 1998年（平成10年）10月10日 - 横浜市営交通イメージキャラクター「はまりん」が誕生。デザインは広告代理店によるもので交通局職員の投票で決定し、名称は一般公募で決定した[15]。
- 1999年（平成11年）
  - 3月31日 - 貸切観光バス事業を廃止。
- 2005年（平成17年）
- 2006年（平成18年）
  - 3月26日 - 横浜市営バス野庭営業所を廃止。
  - 6月15日 - 横浜市営地下鉄の路線の愛称を、1・3号線は「ブルーライン」、4号線は「グリーンライン」に決定し発表。
- 2007年（平成19年）3月31日 - 横浜市営バス港北ニュータウン営業所を廃止。
- 2008年（平成20年）
  - 2月9日 - 横浜市営バス緑営業所と磯子営業所を横浜交通開発に委託開始。
  - 3月30日 - 横浜市営地下鉄4号線（グリーンライン）日吉駅 - 中山駅間が開業[3]。
- 2016年（平成28年）9月30日 - 定期観光バス「横濱ベイサイドライン」を運行終了。
- 2018年（平成30年）11月10日 - 横浜市営バス開業90周年を迎える[16]。
- 2020年（令和2年）6月1日 - 交通局を横浜市役所新庁舎に移転。
- 2021年（令和3年）4月1日 - 横浜市交通局創立100周年を迎える[3][17]。

## 徽章・マスコット

### 徽章
| 横浜市交通局の徽章と、横浜市営地下鉄の徽章 |  | 横浜市交通局の徽章と、横浜市営地下鉄の徽章 |
| 横浜市交通局の徽章と、横浜市営地下鉄の徽章 |  |                                            |

横浜市交通局の徽章（ロゴマーク）は、横浜市電気局として発足した当時に定められたもので、横浜市の市章である「ハマ菱」の周囲を、電光をイメージした4つの雷紋でとり囲むデザインになっている。市営バスではエンブレムとしても使用されているが、市営地下鉄では独自の徽章をエンブレムとして使用している。

### はまりん
はまりんは、1998年（平成10年）10月10日に制定された横浜市交通局のマスコットキャラクターである。名前は一般公募より採用され、横浜・浜っ子の「はま」、車輪の「りん」、海の「まりん」が由来とされている。生誕地は神奈川県横浜市、誕生日は1998年10月10日という設定である。
交通局の広報や決算書などのほか、装飾、イベントにて頻繁に使用されており、横浜市交通局協力会が運営するコンビニエンスストアの店舗、横浜市電保存館（オンラインショッピング含む）にてキャラクターグッズが販売されている。また、特別装飾の「はまりん号」車両も運用され、利用者の認知度は交通事業者のマスコットキャラクターとしては比較的高いものとなっている。
市営交通お客様感謝祭として毎年、市営交通の取り組みや仕事が学べるイベント「はまりんフェスタ」が開催される。新羽・上永谷・川和町にある市営地下鉄車両基地のいずれか1箇所（持ち回り）で行われる。

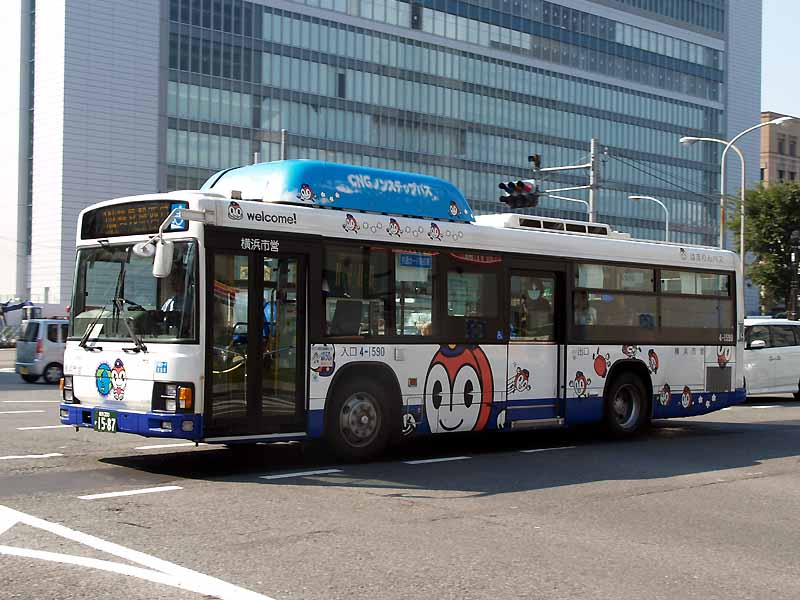
市営バスのはまりんラッピング車両 （2007年8月11日、新横浜駅前にて撮影）
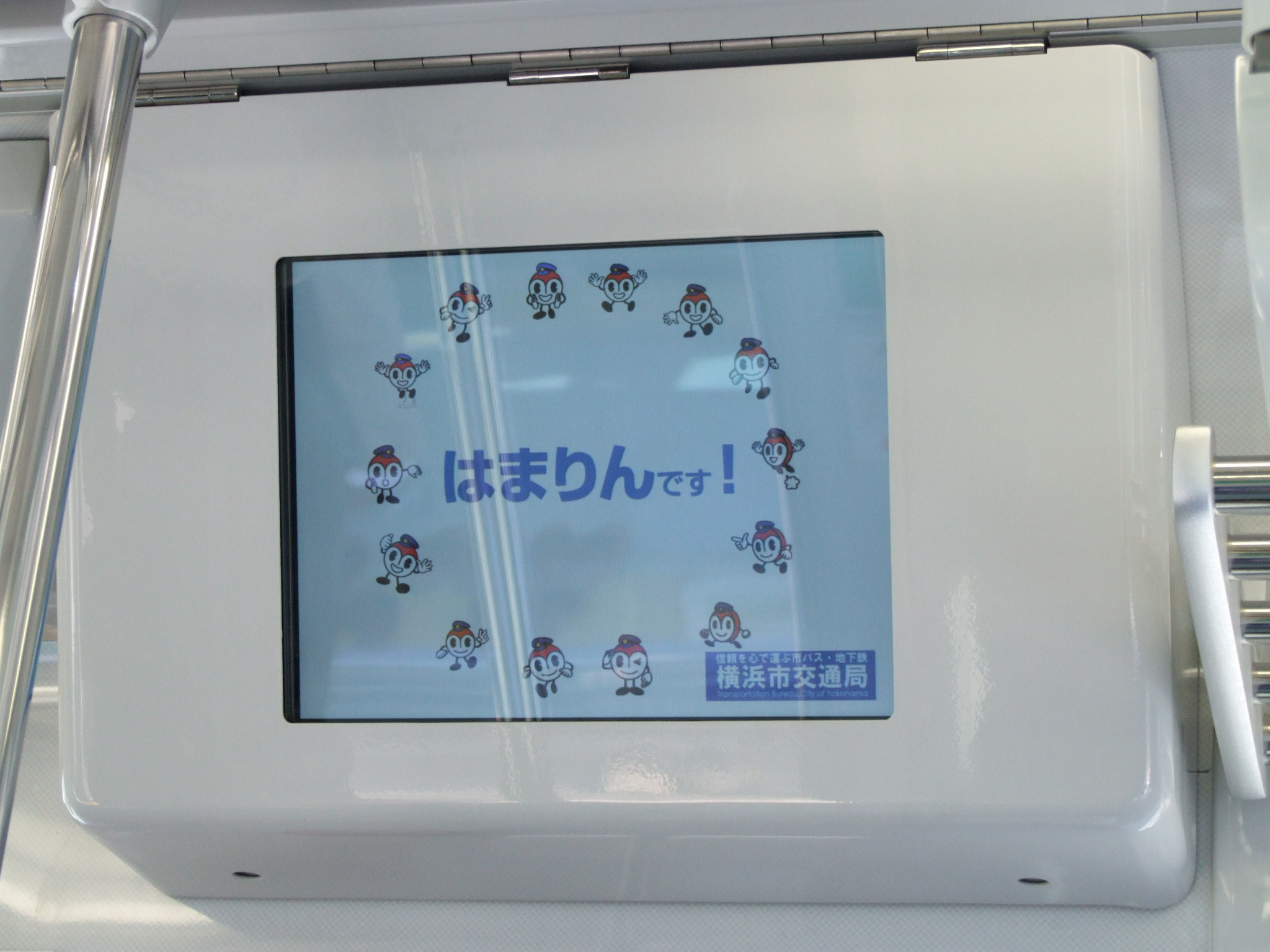
市営地下鉄のLCD車内案内板に表示されたはまりん （2008年1月19日、川和車輛基地にて撮影）

## 財政健全化
財政面では、前身の横浜電気鉄道は日露戦争後の大正バブルの崩壊による赤字に悩まされており、これが横浜市による買収のきっかけとなった。横浜市電気局になってからは、横浜電気鉄道の買収のために起債された公債の負担に加え、買収の2年後に発生した関東大震災からの復旧工事のために起債したドル建て公債が、世界恐慌による為替相場の下落もあいまって膨れあがった。この償還のために、新たな公債を発行する自転車操業に陥いっていた。太平洋戦争中はドル建て公債の償還については国が肩代わりし、戦争特需による乗客の増加もあいまって黒字になったものの、戦後はインフレによる物価の暴騰とGHQの物価抑制策による運賃の値上げ抑制により、再び赤字に転落。市電を廃止した1972年（昭和47年）時点での累積赤字は、91億5125万円であった。このような財務状況の中で、経費が安い横浜市営バスの拡充・横浜市営トロリーバスの新設に転換したものの、1966年には地方公営企業法に基づく財政再建団体に指定されることになった。
1966年（昭和41年）10月、第一次財政再建計画として「再建整備5か年計画」が策定された。運賃の値上げ、市電・市営バスのワンマン化と、市営バス・高速鉄道（現 横浜市営地下鉄）への切り替えを前提とした市電の縮小、市営バス・トロリーバスの増車を行うというものだった。しかし高度経済成長による職員給与のベースアップや、政府の公共料金抑制政策による運賃の値上げの抑制、そしてバス路線の展開が旧市域に限られたことでバスの増強に見合った運賃収入が得られなかったことなどが原因で経営は悪化。これに伴い輸送力が低い市電とトロリーバスの廃止が早められ、大量輸送機関の横浜市営地下鉄を建設することとなった。なお市電の廃止はモータリゼーションの進展による道路交通を優先した国の指導によるもので、同時期には他の都市でも路面電車の廃止が行われた。
1973年（昭和48年）8月に「地方公営交通事業の経営の健全化の促進に関する法律」が施行され、翌1974年（昭和49年）3月には「第二次財政再建計画」として市営バス事業を対象とした15か年計画が策定された。オイルショックによる影響があったものの、バスのワンマン化・路線の再編成などの合理化のほか、7つのバス営業所の上空権を横浜市建築局に売却して敷地内に市営住宅を建設し、地上権補償金を得るなどの手法が功を奏し、1986年（昭和61年）にすべての不良債務が解消し、再建に成功した。上空権を売却したのは、浅間町・滝頭・鶴見・保土ケ谷・磯子・港南・緑の7営業所で、浅間町営業所には市営住宅ではなく「横浜市西スポーツセンター」が建設された。
平成に入ってからは地下鉄事業の低迷により再び赤字が拡大し、1989年（平成元年）12月に横浜市交通事業経営問題委員会の答申「横浜市交通事業の経営の健全化及び事業運営のあり方について」が出された。外郭団体として設立した財団法人横浜市交通局協力会（現：一般社団法人）、横浜交通開発株式会社による収益事業の強化や、駅の業務委託・ワンマン運転化も行われた。その結果、2010年度決算では地下鉄・バス事業揃って営業損益・経常損益・純損益すべてにおいて黒字を達成した。
ただ累積赤字は減少傾向にあるものの、2018年度（平成30年度）時点で地下鉄・バス事業を合わせた赤字が1,508億円に及んでおり、依然として経営健全化に向けた努力が続けられている。

## 組織構成
いずれも2020年（令和2年）4月1日現在。

### 本部
- 局長 交通事業管理者: 三村庄一
- 総務部
  - 総務課
  - 経営企画課
  - 監察課
  - 職員課
  - 能力開発センター
- 営業推進本部
  - 事業開発課
  - 観光企画課
  - 営業企画課

#### 福利厚生
- 横浜市交通局厚生会

### 市営地下鉄
- 高速鉄道本部
  - 営業課
  - 運転課
  - 総合司令所
  - 駅務管理所
  - 上永谷乗務管理所
  - 新羽乗務管理所
  - 川和乗務管理所

### 市営バス
- 自動車本部
  - 営業課
  - 路線計画課
  - 運輸課
  - 保土ケ谷営業所
  - 若葉台営業所
  - 浅間町営業所
  - 滝頭営業所
  - 本牧営業所
  - 港南営業所
  - 港北営業所
  - 鶴見営業所

### 技術・建築
- 技術管理部
  - 施設課
  - 車両課
  - 建築課
  - 電気課
  - 上永谷保守管理所
  - 新羽保守管理所
  - 川和保守管理所
- 建設改良室
  - 建設改良課